# Швейцарський варіант німецької мови

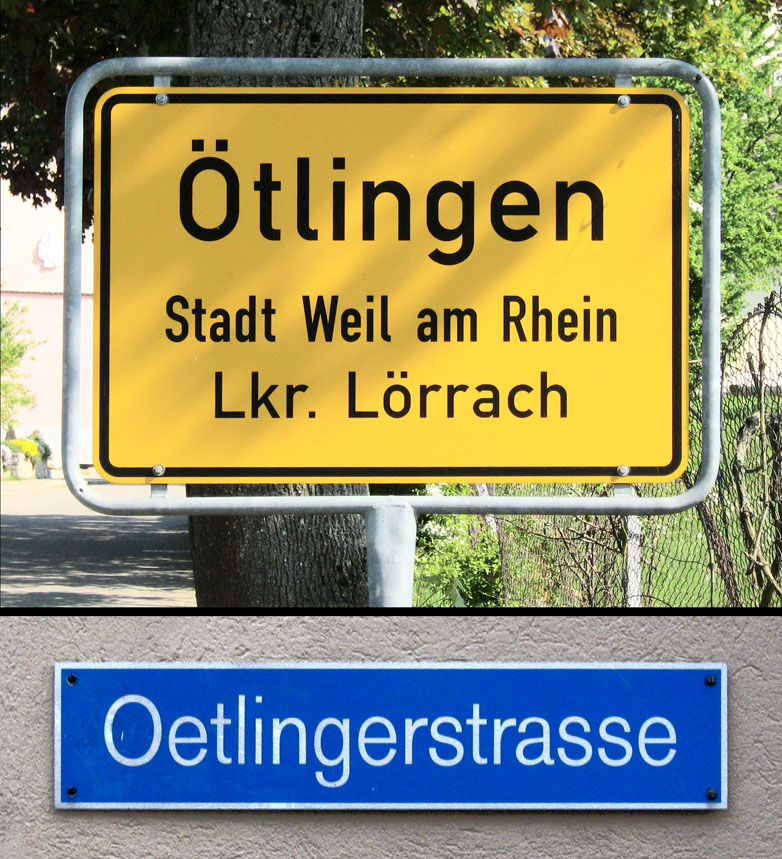
За назвою німецького населеного пункту Етлінген (Ötlingen) вулиця в Базелі названа Oetlingerstrasse

Швейцарський варіант німецької мови або літературна швейцарська німецька мова (нім. Schweizerhochdeutsch) — національний варіант німецької мови у Швейцарії, що має фонетичні, орфографічні, синтаксичні, лексичні особливості та відмінності від стандартної (літературної) німецької мови. У німецькому мовознавсті ці особливості прийнято називати гельвецизмами. Швейцарський варіант мови є письмовою мовою, тому його не слід плутати зі швейцарським діалектом (Schwizerdütsch, Schwiizertüütsch, Schwyzerdütsch).

## Сфери застосування та статус
Швейцарський варіант німецької мови активно використовується в засобах масової інформації (щоденні газети, журнали), офіційному листуванні, інтернеті та багатьох інших сферах. Ця особливість зумовлює його міцні позиції у Швейцарії та робить неможливим його викорінення. Варіант німецької мови у Швейцарії використовується усно як мова спілкування та викладання, що також прищеплює та закріплює його норми серед швейцарців. Мова часто використовується в парламентах окремих кантонів, а також на слуханнях у суді, радіосповіщеннях, у траснпорті, зокрема на станціях під час оголошення маршрутів і часу їхного відправлення. Загалом швейцарська літературна мова поступається діалекту, який має ще сильніші позиції в усному мовленні.
Зазвичай швейцарці схильні розцінювати німецьку літературну мову як іноземну, виокремлюючи швейцарський варіант як самостійну мову. У цьому плані раціонально охоплювати весь швейцарський діалект цілком, при цьому розмежовуючи обидва поняття. Попри те, що німецька мова є однією з державних мов (поряд з італійською та французькою), у Швейцарії чітко розрізняють Schwyzerdütsch від Hochdeutsch у Німеччині. Таке ставлення характерно не тільки для малоосвіченого населення, що використовує національний варіант у більшості випадків, але й для високоосвічених та інтелігентних швейцарців. Проведені в Цюрихському університеті дослідження підтверджують, що більшість швейцарців вважає німецьку мову Німеччини нерідною.

## Структура
У фонетиці швейцарського варіанту відсутній глухий твердопіднебінний фрикативний [ç] (ich-Laut), замість нього в буквосполученні ch вживається глухий язичковий фрикативний [χ] (ach-Laut). Серед інших особливостей: закритий довгий звук a, відкритий і довговимовний ä, інший наголос і різниця у висоті тону. Відсутність гортанної змички створює ефект зчеплення (схоже явище існує у французькій мові): так, guten Abend чи vereisen вимовляються не як guten | Abend і ver | eisen, а як gute-nAbend и ve-reisen.
Суттєві відмінності спостерігаються в лексичній будові швейцарського варіанту, причому слід звернути увагу на те, що зазначені слова та вирази (див. таблицю ліворуч) не є діалектними, йдеться саме про стандартні мовні вирази. Крім того, у лексиці швейцарців присутні галліцизми, як серед слів, так і висловів (таблиця праворуч).
| Швейцарський варіант                                           | Німецька мова                                                 |
| -------------------------------------------------------------- | ------------------------------------------------------------- |
| Das Parlament tritt auf eine Vorlage ein                       | Das Parlament beschließt, eine Vorlage zu behandeln           |
| Anstösser                                                      | Anlieger, Anrainer                                            |
| Estrich                                                        | Dachboden                                                     |
| Unterlagsboden                                                 | Estrich                                                       |
| allenfalls                                                     | eventuell                                                     |
| höchstens                                                      | allenfalls, höchstens                                         |
| Tram (das)                                                     | Straßenbahn (die)                                             |
| Peperoni                                                       | Paprika                                                       |
| Peperoncini                                                    | Peperoni                                                      |
| Renovation                                                     | Renovierung                                                   |
| Ausbildner                                                     | Ausbilder                                                     |
| Unterbruch                                                     | Unterbrechung                                                 |
| Telefon                                                        | Telefonat                                                     |
| parkieren                                                      | parken                                                        |
| grillieren                                                     | grillen                                                       |
| Pärke                                                          | Parks                                                         |
| kehren                                                         | wenden                                                        |
| wischen                                                        | kehren                                                        |
| feucht aufnehmen                                               | wischen                                                       |
| retournieren                                                   | zurückgeben                                                   |
| die Spargel, die Spargeln                                      | der Spargel, die Spargel                                      |
| Zugsmitte                                                      | Zugmitte                                                      |
| Die Äufnung (das Äufnen) eines Aktiva-Bestandes bzw. Guthabens | Das Aufstocken (Mehren) eines Aktiva-Bestandes bzw. Guthabens |
| Um das Vorhaben zu finanzieren, wird ein Fonds geäufnet        | Um das Vorhaben zu finanzieren, wird ein Fonds eingerichtet   |
| Lernender                                                      | Auszubildender                                                |
| Umschwung                                                      | zugehöriges Grundstück rund um ein Gebäude                    |
| Führerausweis (офіційно) Fahrausweis (у розмовному мовленні)   | Führerschein                                                  |
| ein Auto einlösen                                              | ein Auto anmelden                                             |

| Швейцарський варіант | Німецька мова                     |
| -------------------- | --------------------------------- |
| Billett              | Fahrkarte, Eintrittskarte         |
| Poulet               | Hühnerfleisch                     |
| Thon                 | Thunfisch                         |
| Coiffeur             | Frisör                            |
| Cheminée             | offener Kamin                     |
| Velo                 | Fahrrad                           |
| Kondukteur           | Schaffner                         |
| Trottoir             | Gehsteig                          |
| Glace чи Glacé       | Speiseeis                         |
| Perron (також Gleis) | Bahnsteig                         |
| Pneu                 | Auto-, Motorrad- чи Fahrradreifen |
| Panache              | Radler                            |